# Вихирев, Николай Александрович
Никола́й Алекса́ндрович Ви́хирев (1904—1977) — советский оператор документального кино, фронтовой кинооператор. Лауреат Сталинской премии второй степени (1948).

## Биография
Родился 20 декабря 1903 (2 января 1904 год)а в Москве. В 1918—1921 годах служил в РККА. С 1921 по 1922 — машинист в Народном комиссариате здравоохранения РСФСР и Наркомземе РСФСР. С 1924 по декабрь 1927 года — секретарь управления Всероссийского общества филателистов. С января 1928 года — оператор на московском кинофотографическом предприятии «Госвоенкино», фабрики «Совкино».
С июля 1933 года — оператор Московской студии кинохроники. В 1934 года с группой операторов принимал участие в экспедиции по спасению экипажа парохода «Челюскин».
В 1937 году был уволен за нарушение трудовой дисциплины. В 1938—1939 годах работал на «Ленфильме», после вернулся на Московскую студию кинохроники. В 1940 году во время пребывания на Тихоокеанском флоте с борта МБР-2 впервые снял пилотаж советского истребителя над морем.
С июня 1941 года — оператор киногруппы Южного фронта, в июле поднялся в небо и стал признанным ассом съёмок воздушных боёв. Уже 13 августа на экраны вышел киносюжет «Советские бомбардировщики на линии огня» с первыми снятыми им с борта самолёта кадрами.
 С мая 1942 — оператор на Юго-Западном и Донском фронтах. В сентябре 1942 года был назначен начальником киногруппы  Сталинградского фронта. С июля 1943 года снимал в киногруппе Центрального фронта. В 1944 году — оператор 1-го Белорусского, 2-го Белорусского, 2-го Украинского фронтов. Во время воздушного боя за освобождение города Пшемысль 21 июля 1944 года самолёт Вихирева был сбит.

…тов. Вихирев при падении получил сотрясение мозга и повреждение позвоночника. Несмотря на это тов. Вихирев из госпиталя снова уехал на фронт и принял участие в съёмках наступления войск 1 Белфронта от Одера до Шпреи. В Боях за Берлин работал 22—30 апреля 1945 года, в р-не Герлицкого вокзала, где под обстрелом противника снял работу артиллерии и гвардейских миномётов, а также штурм вокзала и станции Герлиц. Им зафиксированы первые моменты пребывания в Берлине Маршала Советского Союза тов. Жукова и Военного Совета фронта.
— Из наградного листа Политуправления 1 Белфронта, 30 мая 1945
С июля 1945 года вновь на студии ЦСДФ. Кроме фильмов снимал сюжеты для кинопериодики студии: «Дружба», «Железнодорожник», «Московская кинохроника, »«На страже СССР», «Наука и техника», «Новости дня», «Пионерия», «Социалистическая деревня», «Союзкиножурнал». Вышел на пенсию в 1960 году. Написал книгу мемуаров «С киноаппаратом по жизни», изданную в 1966 году.
Член Союза кинематографистов СССР с 1957 года.
Н. Вихирев скончался 21 февраля 1977 года. Похоронен на Введенском кладбище (26 уч.).

## Фильмография
- 1928 — Весёлые строители / Дачная горячка (игровой)
- 1928 — Волки
- 1929 — Сектанты (совм. с М. Трояновским)
- 1930 — Битва жизни (совм. с И. Гелейном)
- 1931 — Восстание человека
- 1932 — Моряки защищают Родину (игровой, совм. с И. Гелейном)
- 1933 — Есть в полёт! (совм. с группой операторов)
- 1934 — Восстание человека / Мечтатели (игровой, совм. с И. Гелейном, Н. Юдиным)
- 1934 — Челюскин. Герои Арктики (совм. с М. Трояновским, А. Шафраном, Н. Самгиным, В. Микошей)
- 1935 — 2 мая на Центральном аэродроме (совм. с И. Беляковым, С. Гусевым, А. Лебедевым, М. Ошурковым)
- 1935 — Лаваль прибыл в СССР (совм. с группой операторов)
- 1936 — Ударом на удар
- 1939 — Мужество (игровой, оператор воздушных съёмок)
- 1940 — На Тихом океане (совм. с Б. Буртом)
- 1941 — На вахте (совм. с Н. Лыткиным)
- 1942 — Сталинград
- 1943 — Крылья народа
- 1943 — Орловская битва
- 1945 — Берлин (совм. с группой операторов)
- 1945 — Победа на Правобережной Украине (совм. с группой операторов)
- 1947 — День воздушного флота СССР
- 1950 — Первенство мира по конькам (совм. с группой операторов)
- 1950 — 1-е Мая 1950 года (совм. с группой операторов)
- 1951 — На воздушных путях (совм. с А. Зенякиным, А. Левитаном, Е. Лозовским, К. Пискарёвым, Р. Халушаковым)
- 1951 — День Воздушного флота СССР (совм. с группой операторов)
- 1951 — Спорт отважных (совм. с группой операторов)
- 1952 — Делегация китайских крестьян в СССР (совм. с Л. Арзумановым, И. Грачёвым, И. Михеевым, И. Сокольниковым)
- 1952 — Командное первенство СССР по боксу (совм. с Я. Зенякиным, Е. Лозовским, А. Щекутьевым)
- 1952 — Встреча друзей (совм. с С. Киселёвым, С. Семёновым, Е. Яцуном)
- 1953 — Международные встречи футболистов СССР и Австрии (совм. с группой операторов)
- 1954 — Международное соревнование мотоциклистов (совм. с группой операторов)
- 1954 — Декада литовской литературы и искусства (совм. с В. Старошасом, Д. Рымаревым П. Касаткиным, Ю. Бородяевым)
- 1954 — Глазами англичан ''(совм. с Д. Рымаревым, П. Касаткиным, Ю. Бородяевым)
- 1955 — Правительственная делегация Демократической Республики Вьетнам в Советском Союзе (совм. с группой операторов)
- 1955 — Югославская парламентская делегация в СССР (совм. с П. Касаткиным, А. Кочетковым, Н. Шмаковым)
- 1955 — Неделя французского фильма в Москве (совм. А. Левитаном)
- 1955 — Москва праздничная (совм. с группой операторов)
- 1955 — Международные соревнования по легкой атлетике в Москве (совм. с группой операторов)
- 1955 — Делегация Вьетнама в СССР (совм. с группой операторов)
- 1956 — Чемпионы спартакиады советской России (совм. с группой операторов)
- 1956 — Праздник советской авиации (совм. с группой операторов)
- 1956 — Посланцы великого народа (совм. с группой операторов)
- 1956 — Пребывание Корейской парламентской делегации в Советском Союзе (совм. с М. Поповой)
- 1957 — Великая битва (совм. с группой операторов)
- 1957 — Встреча полярников с кинематографистами (совм. с Е. Мухиным)
- 1958 — Арабский Восток в искусстве и памятниках культуры (совм. с М. Силенко)
- 1958 — На Всесоюзных конно-спортивных соревнованиях (совм. с Е. Лозовским, К. Пискарёвым, Р. Тумориной, Л. Зайцевым)
- 1959 — На старте легкоатлеты (совм. с группой операторов)
- 1962 — Великая битва на Волге (совм. с группой операторов)

## Награды и премии
- орден Красной Звезды (20.2.1942) — за съёмки боевых действий советской авиации[5]
- медаль «За оборону Сталинграда» (1943)[6]
- медаль «За освобождение Варшавы» (1945)[6]
- медаль «За взятие Берлина» (1945)[6]
- орден Отечественной войны II степени (18.6.1945)[4]
- медаль «За победу над Германией в Великой Отечественной войне 1941—1945 гг.» (1945)[6]
- Сталинская премия второй степени (1948) — за фильм «День воздушного флота СССР» (1947)
- медаль «За оборону Киева» (1961)[6]